# Anisynta sphenosema
The Wedge Grass-skipper or Wedge Skipper (Anisynta sphenosema) là một loài bướm ngày thuộc họ Hesperiidae. Nó được tìm thấy ở the south-west quarter of Úc.
Sải cánh dài khoảng 30 mm.
Ấu trùng ăn nhiều loại cỏ, bao gồm Microlaena stipoides, Ehrharta calycina và Ehrharta longiflora.